# Параноидно-шизоидна позиция
Мелани Клайн описва най-ранните стадии на детския психичен живот в термините на успешно завършване на развитието чрез определени позиции. Клайн описва позицията като набор от психични функции, които отговарят на дадена фаза на развитие, винаги появяващи се през първата година от живота, но и които са налични и след това и могат да бъдат активирани по всяко време. Има две главни позиции: Параноидно-шизоидна позиция и Депресивна позиция. По-ранната и по-примитивна позиция е параноидно-шизоидната и ако средата на индивида и възпитанието са удовлетворителни, тя или той ще достигнат до депресивната позиция.
Параноидно-шизоидната позиция се възприема като състояние на ума на децата, от раждането до 4 или 6 месец. Макар тази позиция да се развива в следващата, нормално е да има прескачане от едната в другата позиция, макар че някои хора оперират повече време в параноидно-шизоидната позиция. Като един от създателите на теорията на обектните отношения Клайн вижда емоциите като винаги свързани с другите хора или обекти. Взаимоотношенията по време на тези първи месеци не са към цялостния обект, а само към частични обекти, като гърдата, ръцете на майката, лицето ѝ и така нататък.